# 7429 Hoshikawa
7429 Hoshikawa (1992 YB1) là một tiểu hành tinh vành đai chính được phát hiện ngày 24 tháng 12 năm 1992 bởi T. Hioki và S. Hayakawa ở Okutama.